# Браян Пікер
Браян Пікер (англ. Brian Peaker, 26 травня 1959) — канадський академічний веслувальник.
Срібний призер Олімпійських Ігор 1996 року в складі розпашної четвірки без стернового легкої ваги.